# Jean-Philippe Tailleman
Jean-Philippe Tailleman, né le 23 juin 1978 à Saint-Denis sur l'île de La Réunion, est un joueur français de basket-ball. Il joue au poste d'arrière.

## Clubs

### Carrière professionnelle
- 1997-1999 :  Roanne (Pro B)
- 1999-2000 :  Châlons-en-Champagne (Pro A)
- 2000-2004 :  Golbey-Épinal (Pro B)
- 2004-2005 :  Reims (Pro A)
- 2005-2006 :  Golbey-Épinal (Pro B)
- 2006-2007 :  Boulazac (Pro B)
- 2007-2010 :  Aix-Maurienne (Pro B)
- 2010-2011 :  Saint-Étienne (Nationale 1)

### Carrière amateur
- 2014-2015  BC Thermal (Excellence régionale Lorraine)
- 2015-2016  BC Juliana de  Nomexy (Honneur régionale Lorraine)
- 2016-2017  SPN Vernon (Pré-nationale Normandie)

### Carrière d'entraîneur
- Depuis 2017 :  SPN Vernon Basket (Pré-nationale puis NM3)

## Équipe nationale
- Médaille d'argent au championnat d'Europe juniors 1996
- MVP de Pro B 2002
- Meilleur marqueur français de Pro B en 2002 (19,1 points par match)